# Efrén Ortega
Pour les articles homonymes, voir Ortega.
Ortega  Rivera est un nom espagnol. Le premier nom de famille, en général paternel, est Ortega ; le second, en général maternel, souvent omis, est Rivera.
Efrén Ortega Rivera, né le 19 octobre 1988, est un coureur cycliste portoricain.

## Palmarès et résultats

### Palmarès par année
- 2006
  -  Médaillé d'argent du championnat de la Caraïbe sur route juniors[1]
- 2009
  - 8e étape de la Vuelta a la Independencia Nacional
- 2011
  -  Champion de Porto Rico sur route
  -  Champion de Porto Rico du contre-la-montre
  -  Médaillé d'argent au championnat de la Caraïbe sur route
- 2012
  -  Champion de Porto Rico sur route
  -  Médaillé d'argent au championnat de la Caraïbe sur route
- 2013
  - 3e du Clásico San Antonio de Padua
  -  Médaillé de bronze au championnat de la Caraïbe sur route
- 2014
  -  Champion de la Caraïbe du contre-la-montre
  -  Champion de Porto Rico sur route
  - Clásico San Antonio de Padua
- 2015
  - 2e du championnat de Porto Rico du contre-la-montre

### Classements mondiaux
| Année            | 2009 | 2010 | 2011 | 2012 | 2013 | 2014 |
| ---------------- | ---- | ---- | ---- | ---- | ---- | ---- |
| UCI America Tour | 247e |      |      | 234e |      | 69e  |